# Genchi genbutsu
Genchi genbutsu (jap. 現地現物 genchi – miejsce zdarzenia, genbutsu – prawdziwa rzecz) – jedna z zasad Systemu Produkcyjnego Toyoty mówiąca o konieczności osobistego zweryfikowania wszystkich informacji dotyczących problemu u źródeł jego powstania.

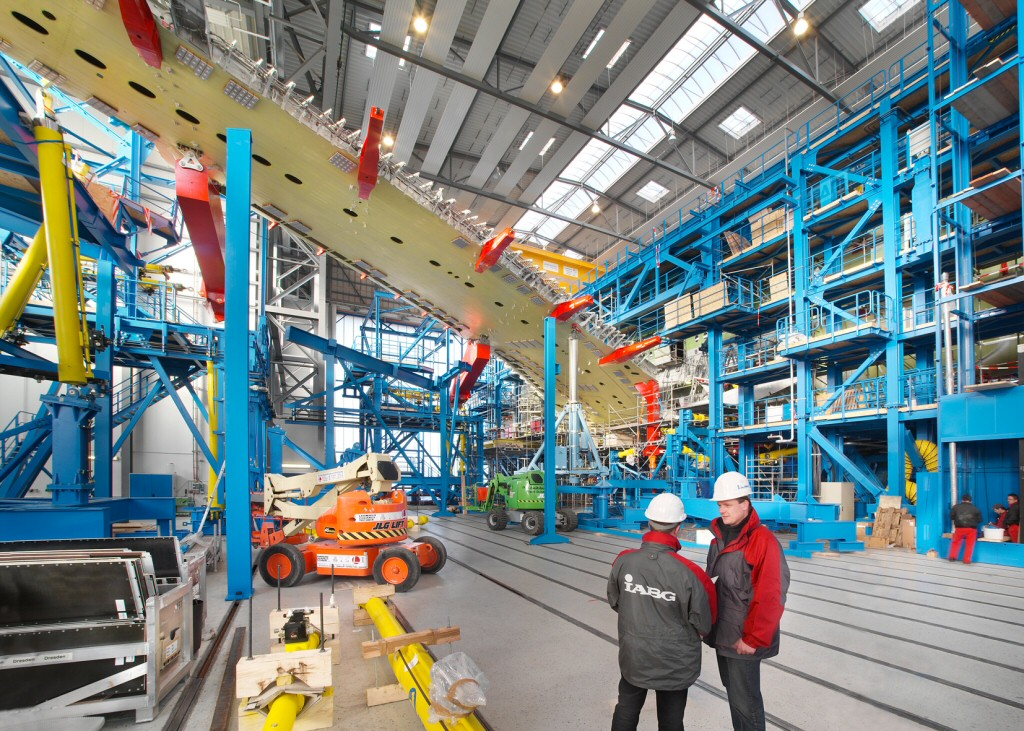
Zasada genchi genbutsu kładzie nacisk na samodzielne obserwacje i bezpośrednie doświadczenie

Zgodnie z tą zasadą dla zrozumienia bieżącej sytuacji i podejmowania optymalnych decyzji niezbędna jest wiedza pochodząca z samodzielnych obserwacji i bezpośredniego doświadczenia. Menedżerowie powinni osobiście udać się na miejsce wydarzeń i poznać fakty – zdobywać informacje „z pierwszej ręki” m.in. poprzez analizowanie procesów w gemba oraz rozmowy z pracownikami. 
W przedsiębiorstwach stosujących stosujących koncepcję lean management zasada genchi genbutsu jest stosowana m.in. w procesach rozwiązywania problemów.